# San Giorgio al Palazzo
San Giorgio al Palazzo é uma igreja católica romana de estilo barroco no centro de Milão, região da Lombardia, Itália.

## História
A igreja foi fundada por volta de 750 pelo arcebispo Natalis, e foi modernizada em estilo barroco por Francesco Maria Richini em 1623. A fachada, desenhada por Francesco Croce, foi construída no século XVIII.
A característica mais marcante do interior é a Capela da Paixão, com painéis e afrescos pintados por Bernardino Luini em 1516. Na primeira capela à direita está uma tela de Gaudenzio Ferrari.